# Guttaring
Guttaring est une commune autrichienne du district de Sankt Veit an der Glan en Carinthie.